# Johnny Jackson
Johnny Porter Jackson (3 maart 1951 – 1 maart 2006) was een musicus. Hij staat bekend als drummer van de The Jackson 5. Hij speelde in deze groep vanaf hun eerste optredens in Gary tot hun hoogtijdagen onder platenmaatschappij Motown. Toen de Jackson 5 in 1969 naar Motown ging, werd door Jermaine Jackson aan Johnny verteld dat hij 'niet meer nodig' was. Johnny vertrok en kwam niet terug.
Johnny werd samen met keyboardspeler Ronnie Rancifer gepresenteerd als de neefjes van Jackie, Tito, Jermaine, Marlon en Michael, maar eigenlijk zijn ze beiden geen familie.
In 2006 werd Johnny Jackson in zijn huis in Gary dood gevonden met een steekwond in zijn borst. Yolanda Davis werd aangeklaagd voor moord, nadat ze de politie had verteld dat ze Jackson had gestoken tijdens een ruzie. Zangeres Janet Jackson betaalde zijn laatste eer.